# Nederlandse Waterski- & Wakeboard Bond
De Nederlandse Waterski- & Wakeboard Bond (NWWB) is het overkoepelend orgaan van de waterski- en wakeboardsport en watersportverenigingen in Nederland. De bond heeft onder andere als doel om de waterski- en wakeboardsport te promoten en te zorgen voor het behoud van snelvaarwater. De NWWB houdt zich verder bezig met de organisatie en coördinatie van zaken als breedte- en wedstrijdsport, subsidies, kaderopleidingen, talentscouting en uitzendingen naar internationale titelwedstrijden zoals Europese en wereldkampioenschappen.

## Ledenaantallen
Hieronder de ontwikkeling van het ledenaantal en het aantal verenigingen:
| Jaar | Ledenaantal | Verenigingen |
| ---- | ----------- | ------------ |
| 2019 |             | 22           |
| 2018 |             | 29           |
| 2017 | 1.345       | 29           |
| 2016 | 1.412       | 30           |
| 2015 | 1.448       | 31           |
| 2014 | 1.493       | 32           |
| 2013 | 1.682       | 33           |
| 2012 | 1.956       | 31           |
| 2011 | 2.788       | 36           |
| 2010 | 3.032       | 36           |
| 2009 | 3.236       | 36           |
| 2008 | 4.051       | 45           |
| 2007 | 4.368       | 43           |
| 2006 | 4.482       | 46           |
| 2005 | 4.338       | 44           |
| 2004 | 4.271       | 42           |
| 2003 | 4.062       | 45           |
| 2002 | 4.258       | 42           |
| 2001 |             | 43           |
| 1999 | 4.355       | 38           |
| 1996 | 3.896       | 39           |
| 1993 | 9.093       |              |
| 1990 | 9.769       |              |
| 1987 | 10.000      |              |
| 1984 | 11.000      |              |
| 1981 | 10.804      |              |
| 1978 | 8.875       |              |

## Bekende Nederlandse deelnemers
- Denise de Haan
- Michael Nieuwerf
- Sanne Meijer